# Динамо (стадион, Минск)
Национальный Олимпийский стадион «Динамо» (бел. Нацыянальны Алімпійскі стадыён «Дынама») — стадион в Минске. Является также главной ареной футбольной сборной Беларуси. Расположен на улице Кирова, 8. Вместимость стадиона до реконструкции равнялась 34 тыс. человек. После реконструкции — 22246.

## История
Стадион был официально открыт 12 июня 1934 года, реконструирован в 1939 году, разрушен в ходе Великой Отечественной войны. Новый стадион построен в 1947—1954 г.г. (архитекторы Н. Д. Колли, В. Вольфензон, Н. Шмидт, М. П. Парусников, С. Х. Сатунц, Е. Шаркова). Принадлежал Минскому областному совету физкультурно-спортивного общества «Динамо».

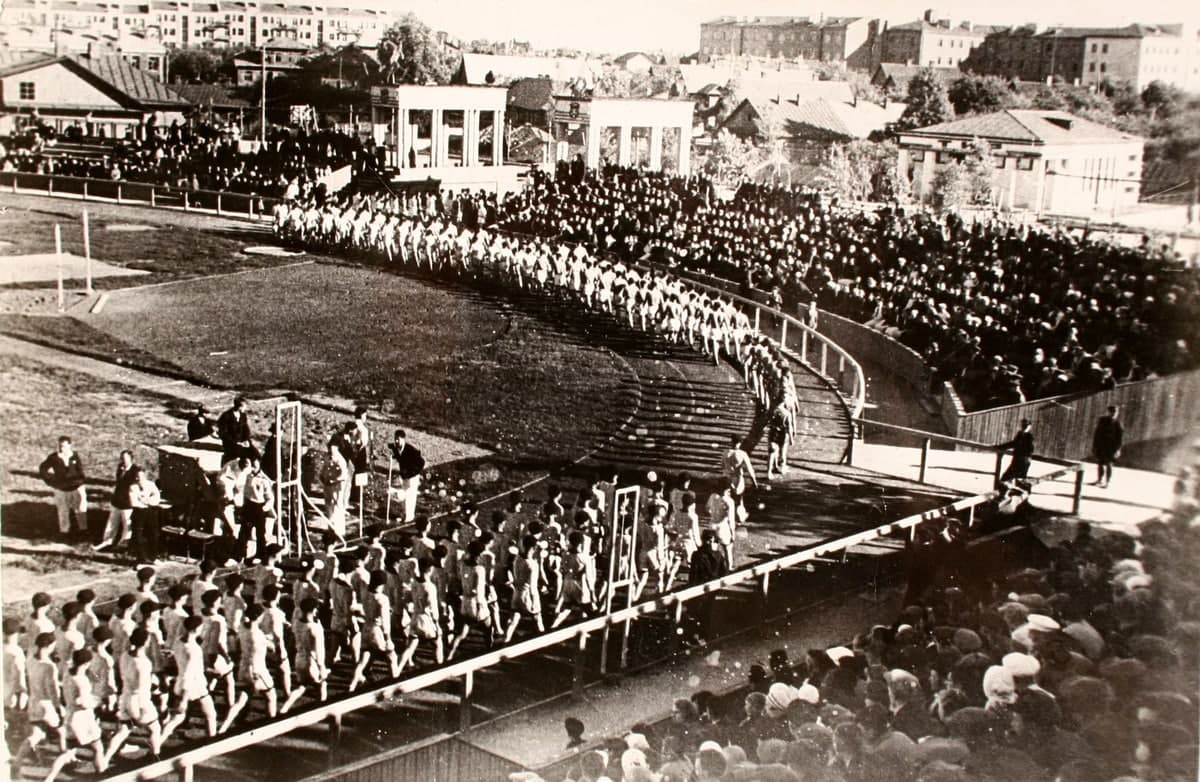
Стадион «Динамо» в 1935 году

В 1978—1980 годах в рамках подготовки к матчам футбольного турнира летних Олимпийских игр 1980 года стадион подвергся значительной реконструкции. Территория стадиона была расширена и огорожена новым забором с символикой Олимпиады-80. Была построена современная центральная трибуна, вместо прежней старой. Установлены новые большие осветительные мачты с мощными прожекторами, новое футбольное табло, а также факельная чаша для олимпийского огня.
Во второй половине июля 1980 года на стадионе состоялись 7 матчей олимпийского футбольного турнира, в том числе 1 четвертьфинал:
- 20 июля. Группа C. Алжир — Сирия 3:0
- 21 июля. Группа D. Югославия — Финляндия 2:0
- 22 июля. Группа C. Испания — Сирия 0:0
- 23 июля. Группа D. Югославия — Коста-Рика 3:2
- 24 июля. Группа C. Испания — Алжир 1:1
- 25 июля. Группа D. Югославия — Ирак 1:1
- 27 июля. 1/4 финала. Югославия — Алжир 3:0

В 1999 году была проведена реконструкция, в ходе которой скамеечные места заменили на сиденья; вместимость уменьшилась с 50 000 до 34 000.
На прилегающей к стадиону территории с середины 1990-х действовал вещевой рынок, который был закрыт в 2012.
До 2009 года домашние матчи на стадионе проводило минское «Динамо».
В сезонах 2008/09, 2011/12 и 2012/13 борисовский клуб БАТЭ использовал стадион «Динамо» в качестве домашней арены во время игр группового этапа Лиги чемпионов, так как домашний стадион «Городской» не соответствовал требованиям УЕФА к матчам группового этапа Лиги чемпионов.

## Реконструкция 2012—2018 годов

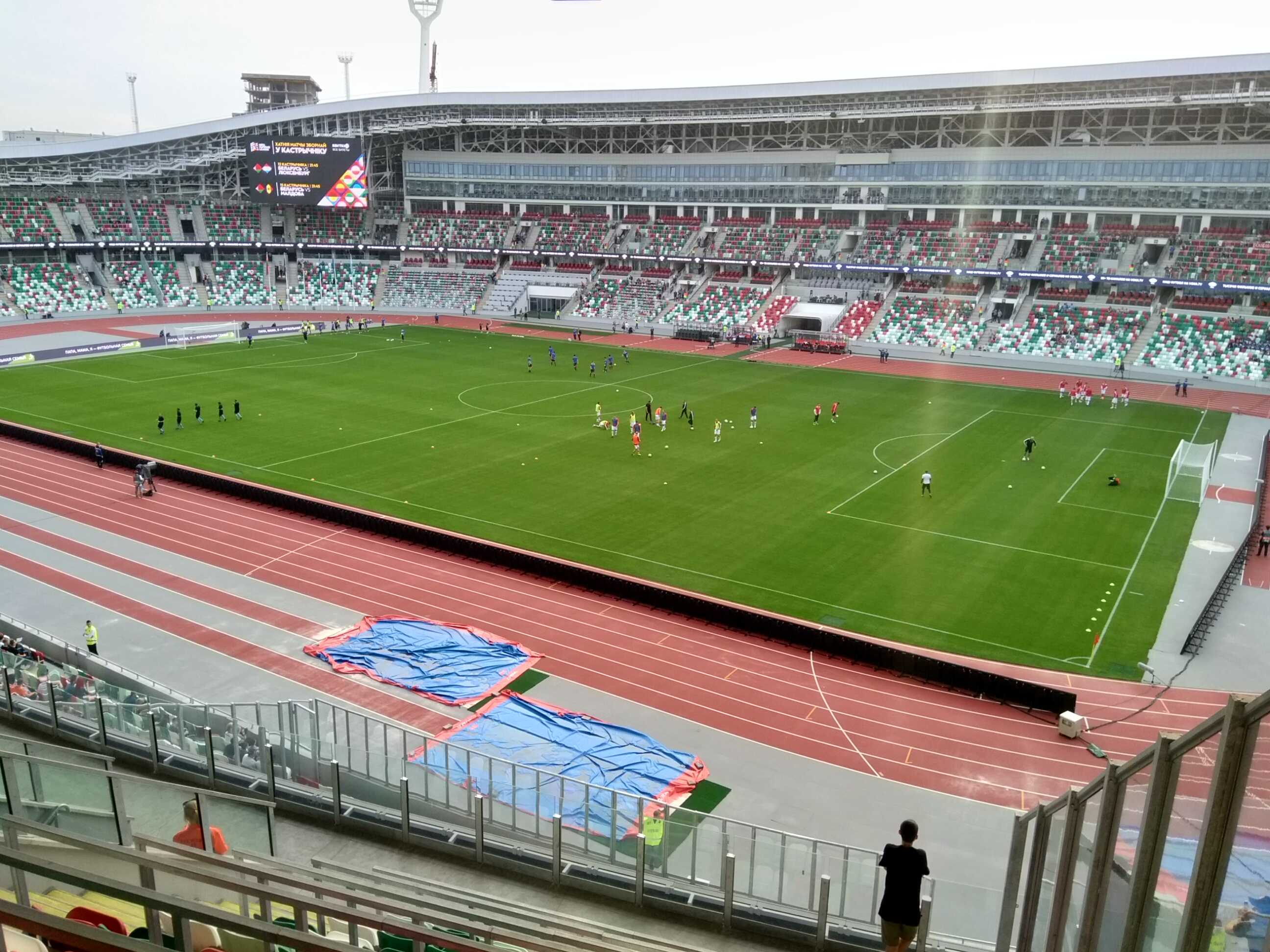
Внутренний вид реконструированного стадиона

В 2012 году началась реконструкция, в результате которой вместимость трибун была рассчитана на 22 246 зрителей. Планировалось, что в 2018 году стадион сможет принять финал Лиги Европы. Осуществлять работы по реконструкции было поручено венгерской компании «Грабоплан». Однако заказчик (Мингорисполком) от венгерского проекта отказался и назначил новый конкурс. Подрядчиком назвали немецкую фирму GMP, которой заплатили за предложенный проект реконструкции 40 тысяч долларов. Но проект оказался слишком дорогим, для его реализации требовалось 180—190 миллионов евро. От данного проекта также отказались.
Впоследствии было решено сделать стадион легкоатлетическим. Мингорисполком предложил сделать из стадиона «Динамо» Национальный олимпийский стадион. Стоимость работ около 150 миллионов евро.
Источником финансирования выступает столичный бюджет..
В апреле 2016 стало известно, что в проект стадиона вносятся изменения, чтобы он соответствовал четвёртой категории УЕФА. Срок сдачи стадиона был перенесён на 2018 год.
Обновленный стадион открылся в июне 2018 года. В результате реконструкции стадиону присвоена 1-я категория в соответствии с критериями Руководства по легкоатлетическим сооружениям IAAF-2008, что позволяет проводить спортивные соревнования международного уровня по легкой атлетике.
В 2019 году в Заводском районе Минска началось строительство Национального футбольного стадиона для футбольной сборной.

## Сотрудники

### Директора
- Хрусталёв, Вячеслав Егорович с  1994 по ?

## Галерея

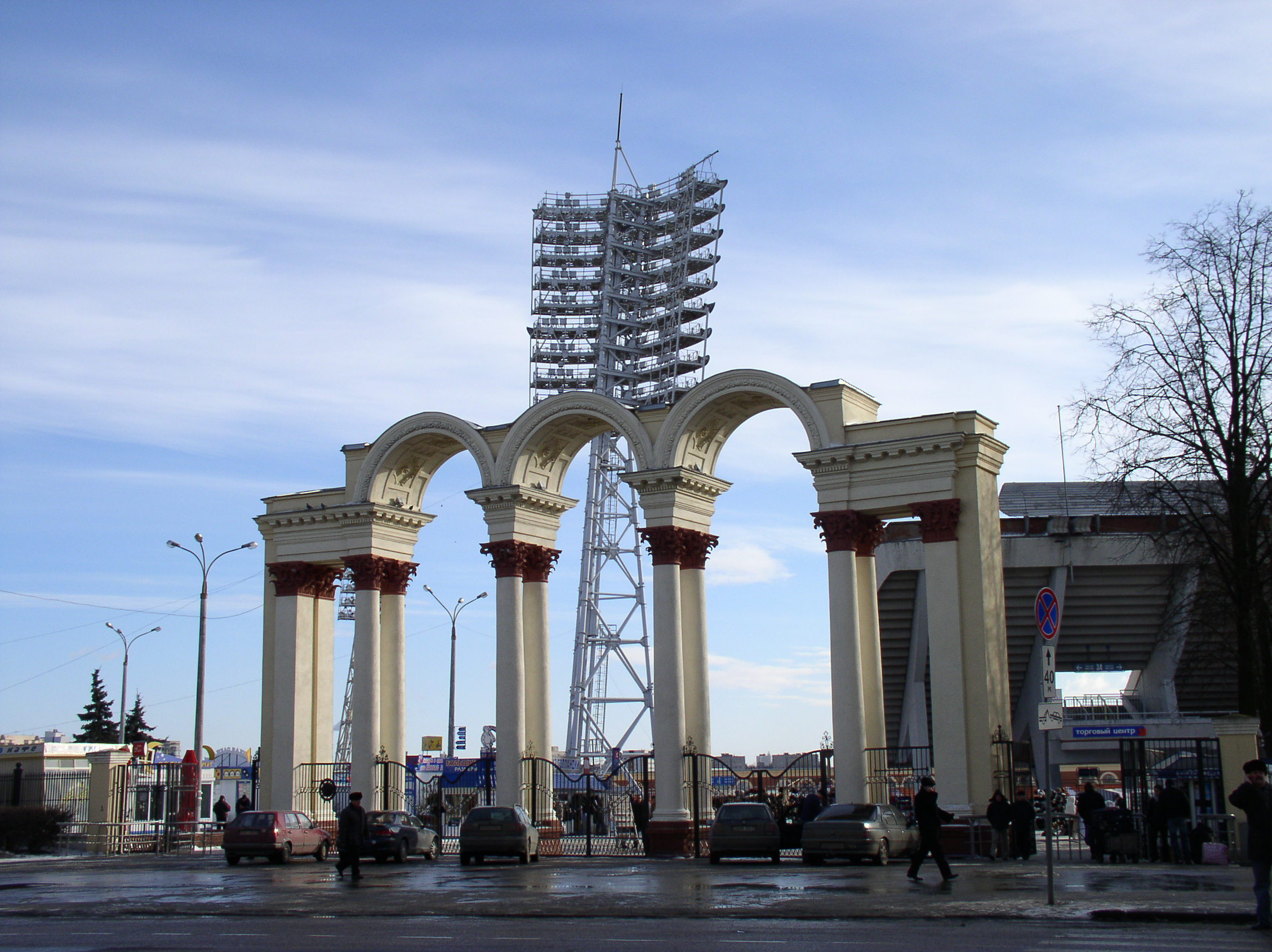
Центральный вход на стадион
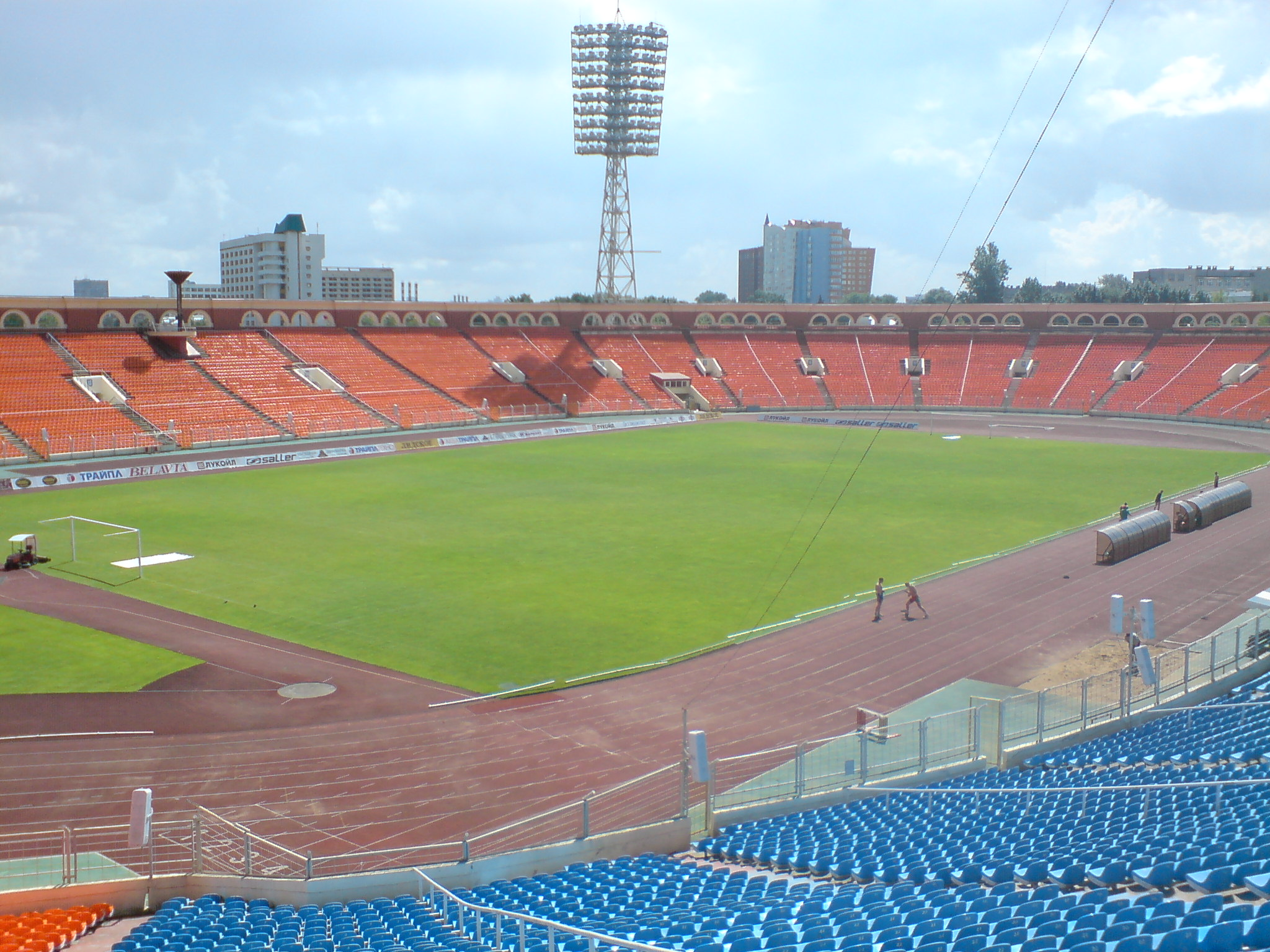
Трибуны стадиона до реконструкции
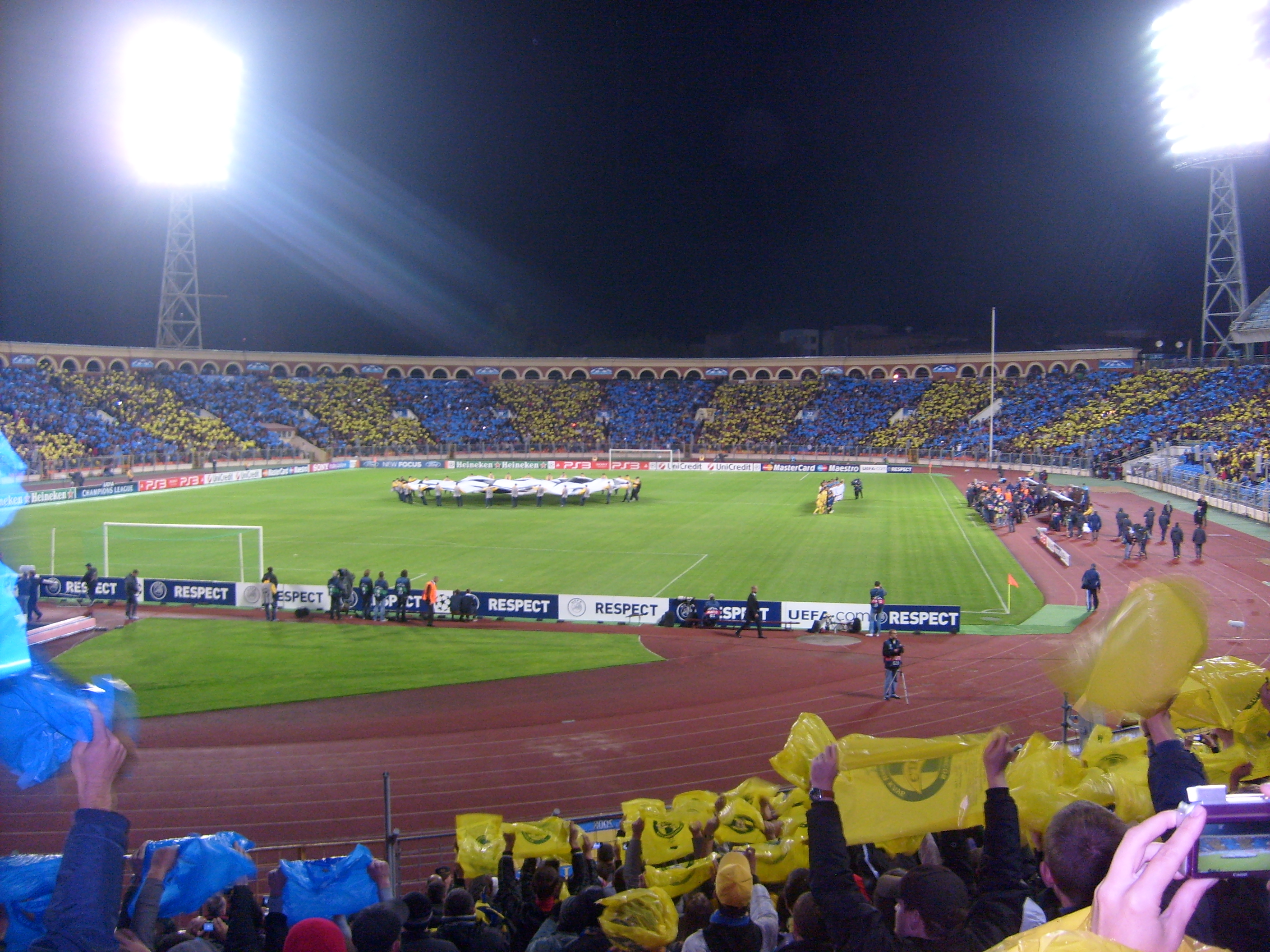
Матч БАТЭ — «Барселона», 2011 год
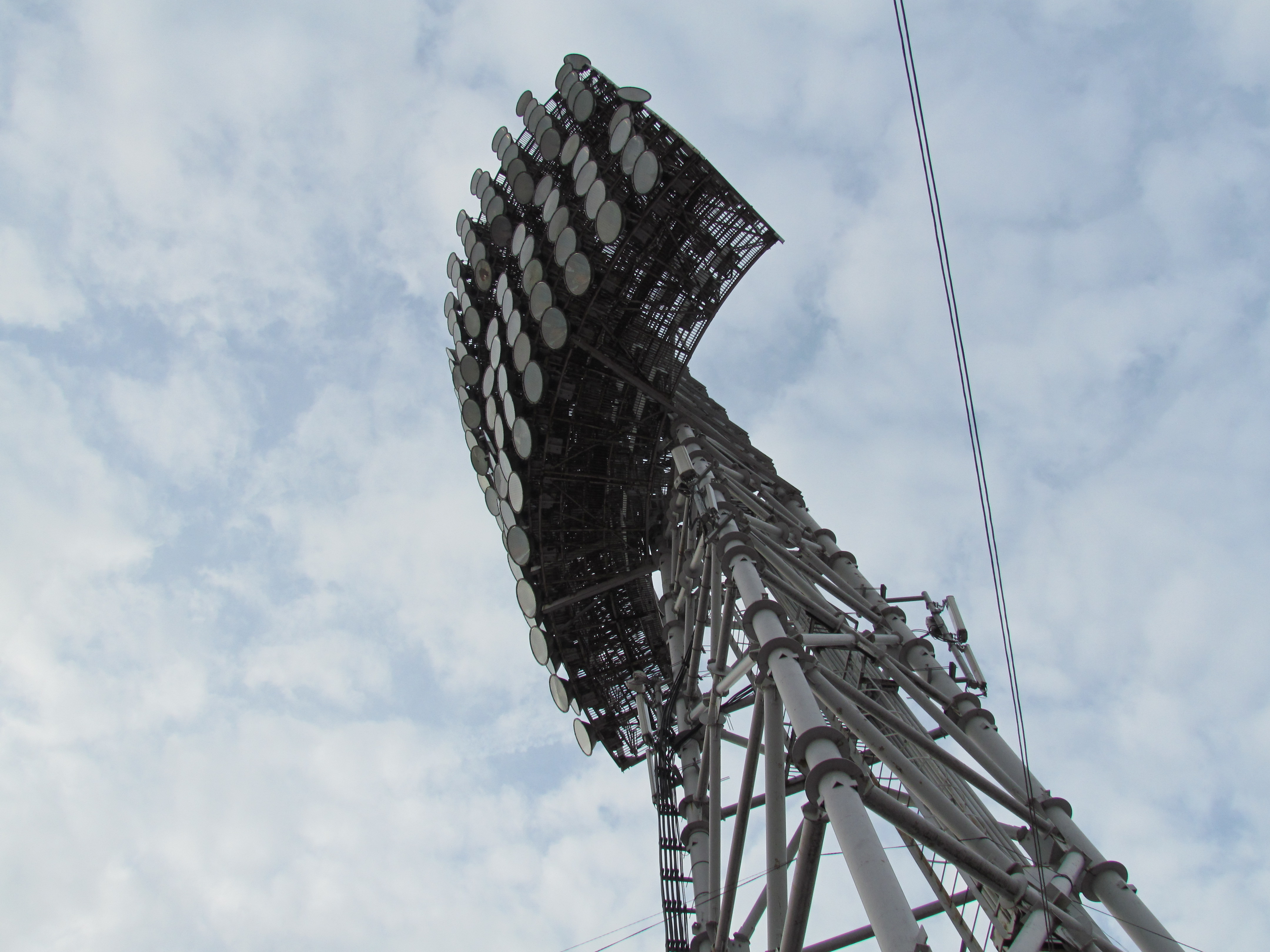
Осветительная мачта